# ریوسوکه تادا
ریوسوکه تادا (انگلیسی: Ryosuke Tada؛ زادهٔ ۷ اوت ۱۹۹۲) بازیکن فوتبال اهل ژاپن است.
از باشگاه‌هایی که در آن بازی کرده‌است می‌توان به باشگاه فوتبال سرزو اوساکا اشاره کرد.